# Blazice
Blazice (deutsch Blasitz) ist eine Gemeinde in Tschechien. Sie liegt fünf Kilometer nördlich von Bystřice pod Hostýnem und gehört zum Okres Kroměříž.

## Geographie
Blazice befindet sich in der Podbeskydská pahorkatina (Vorbeskidenhügelland) an der Einmündung des Baches Libosvárka in den Blazický potok, der nördlich des Dorfes in die Moštěnka fließt. Im Norden erhebt sich der Dubanec (310 m), östlich der Amerika (302 m), im Süden die Kroušovy (317 m) sowie nordwestlich der Kleštěnec (287 m). Auf dem Kataster der Gemeinde liegt die Wüstung Rácov.
Nachbarorte sind Oprostovice und Símře im Norden, Žákovice im Nordosten, Vítonice und Libosváry im Osten, Mrlínek im Südosten, Sovadina, Rychlov und Křtomil im Süden, Lipová, Dřevohostice und Radkovy im Südwesten, Radkova Lhota im Westen sowie Šišma, Bezuchov und Lhotsko im Nordwesten.

## Geschichte
Archäologische Funde belegen eine Besiedlung auf dem Gemeindegebiet seit dem älteren Neolithikum. Die erste schriftliche Erwähnung von Blazicze erfolgte 1358, als der Schweriner Bischof Albrecht von Sternberg und sein Bruder Zdenko das Dorf einschließlich der Mühle und dem Hof zunächst gegen den Freihof Všetuly eintauschten, dann jedoch umgehend wieder zurückkauften. Im Jahre 1365 wurde das Dorf als Blazicz bezeichnet. 1398 wurde Raczow erstmals erwähnt. Die Herren von Sternberg hielten das Gut Blassicze bis 1406, nachfolgende Besitzer waren die Vladiken von Prusy. Raczow erlosch wahrscheinlich während der Hussitenkriege, 1460 wurden das Dorf und der Hof als wüst bezeichnet. Im 15. Jahrhundert setzte eine Phase zahlreicher Besitzerwechsel ein. Weitere Namensformen waren Blazycze (1480) und Blazicze (1494). Im Jahre 1536 wurde Blazice an die Herrschaft Bystřice angeschlossen. In der zweiten Hälfte des 16. Jahrhunderts gehörte die Herrschaft den Prusinovský von Víckov und zu Beginn des Dreißigjährigen Krieges Václav Bítovský von Bítov, dessen Güter nach der Schlacht am Weißen Berg 1621 konfisziert wurden. Nachfolgender Besitzer wurde Zdeněk Vojtěch Popel von Lobkowicz. 1650 erwarb Johann von Rottal die Herrschaft Bystřice und vereinigte sie mit Holešov zu einer großen Herrschaft. Durch den Krieg war Blazice weitgehend entvölkert. 1656 lagen 14 der 35 Anwesen wüst, dieser Zustand hielt noch über zwanzig Jahre an. 1675 wurde das Dorf Blažitze genannt. Im Jahre 1763 erlosch das Geschlecht der Grafen von Rottal im Mannesstamme; bei der Aufteilung der Herrschaft Holešov-Bystřice unter den Erben wurde Blazice wieder nach Bystřice untertänig. Aus Mitteln des Religionsfonds entstand 1788 in Blazice eine Pfarrkirche, zu der die Dörfer  Lhota Radkova, Sovadina und Žákovice eingepfarrt wurden. Zugleich wurde eine Pfarrschule eingerichtet. 1789 folgten die Grafen della Rovere di Monte l´Abbate als neue Besitzer. Im Jahre 1791 bestand der Ort aus 38 Häusern. 1804 erwarb Johann Nepomuk Graf Wengerský die Herrschaft. Ab 1827 gehörte die Herrschaft Bystřice den Grafen Laudon. Bis zur Mitte des 19. Jahrhunderts blieb Blažice immer nach Bystřice untertänig.
Nach der Aufhebung der Patrimonialherrschaften bildete Blažice / Blasitz ab 1850 eine Gemeinde in der Bezirkshauptmannschaft Holleschau. Zu dieser Zeit war der Ort auf 40 Häuser angewachsen. Seit 1872 führte die Gemeinde den Namen Blasice. 1880 wurde ein neues Schulgebäude eingeweiht. Im Jahre 1890 lebten in dem Ort 335 Personen. Der heutige Ortsname Blazice ist seit 1893 gebräuchlich. Während der deutschen Besetzung beteiligten sich mehrere Einwohner am Widerstand und arbeiteten mit der Fallschirmjägergruppe Clay-Eva zusammen. Nach der Aufhebung des Okres Holešov wurde die Gemeinde 1960 dem Okres Kroměříž zugeordnet. Am 15. August 1976 wurde Blazice nach Bystřice pod Hostýnem eingemeindet. Die Schule wurde im selben Jahre wegen nicht ausreichender Schülerzahl geschlossen und darin ein Kindergarten eingerichtet. Seit Beginn des Jahres 1993 ist Blazice wieder eigenständig. Ab dem Schuljahr 1995/1996 wurde in Blazice wieder eine erste und zweite Klasse unterrichtet. 1999 erfolgte die erneute Schulschließung und auch der Kindergarten stellte seine Arbeit ein.

## Ortsgliederung
Für die Gemeinde Blazice sind keine Ortsteile ausgewiesen.

## Sehenswürdigkeiten
- Kirche der hl. Kreuzerhöhung, Spätbarockbau aus dem Jahre 1788
- Schloss Lhotsko, nördlich des Dorfes
- Wassermühle Hadilův Mlýn, nordwestlich des Ortes an der Moštěnka
- Steinernes Kreuz, umgeben von Linden

## Persönlichkeiten
- Der junge Leoš Janáček besuchte in den 1860er Jahren mehrmals seinen Onkel, der in Blazice als Pfarrer wirkte und spielte ihm dabei auf der Orgel vor.